# Осадчий, Александр Филиппович
Алекса́ндр Фили́ппович Оса́дчий (укр. Олександр Пилипович Осадчий; род. 14 сентября 1947, Киев) — советский и украинский композитор. Заслуженный деятель искусств УССР (1987).

## Биография
Родился 14 сентября 1947 года в Киеве.
Окончил Киевский педагогический институт (1970) и Киевскую консерваторию (1980). Ученик А. А. Коломийца.
Автор многих произведений для эстрадно-симфонических оркестров, музыки к мультфильмам и телевизионным фильмам: «Башмачки», «Колосок» (1982), «Двое справедливых цыплят», «Человек и лев», «Находка» (1984), «Человек с детским акцентом» (1987), «Друзья мои, где вы?» (1987), «Осенний вальс» (1988), «Последний бой» (1989), «Вокруг шахмат» (1990), «Шапка — невидимка» (1990), «Три паньки», «Три Паньки хозяйствуют», «Счастливый принц» (1990), «Три Паньки участвуют в ярмарке» (1991), «Во времена Гайсан-бея» (1991, т/ф), «Лёгкие шаги» (1991, т/ф), «Богданчик и барабан» (1992).
В настоящее время[когда?] работает в Германии, Штутгарт.
Член Национального союза композиторов Украины.